# Nati nel 1793
| Questa pagina contiene informazioni ricavate automaticamente dalle voci biografiche con l'ausilio del template Bio e di un bot. L'aggiornamento è periodico e automatico e ricostruisce completamente la pagina. Se manca una persona in questa lista, sei pregato di non aggiungerla, ma accertati piuttosto che la sua voce biografica contenga il template Bio e che i dati anagrafici siano correttamente compilati. Se il template Bio manca, inseriscilo tu stesso o, in alternativa, metti l'avviso {{tmp\|Bio}} che ne segnala la mancanza. Se i dati riportati sono sbagliati, correggi direttamente la voce biografica; le modifiche saranno visibili in questa lista entro pochi giorni. Per chiarimenti vedi il progetto biografie. La lista contiene solo le 224 persone che sono citate nell'enciclopedia e per le quali è stato implementato correttamente il template Bio. Pagina aggiornata al 18 ago 2025. |

## Gennaio(24)
- 2 gennaio - Evangelista Azzi, cartografo italiano († 1848)
- 3 gennaio - Bartolomeo Bosco, illusionista italiano († 1863)
- 3 gennaio - Lucretia Mott, insegnante statunitense († 1880)
- 3 gennaio - Maria Antonietta Murat, principessa francese († 1847)
- 4 gennaio - Pietro Paolo Caruana, pittore e litografo maltese († 1852)
- 4 gennaio - Nevfidan Kadin, ottomana († 1855)
- 6 gennaio - James Madison Porter, politico statunitense († 1862)
- 8 gennaio - Ludwig Reichenbach, botanico, ornitologo e illustratore tedesco († 1879)
- 11 gennaio - Cave Johnson, politico statunitense († 1866)
- 13 gennaio - Alexis Decomberousse, drammaturgo e librettista francese († 1862)
- 13 gennaio - Carlo Varese, medico, scrittore e storico italiano († 1866)
- 14 gennaio - Wojciech Chrzanowski, generale e cartografo polacco († 1861)
- 15 gennaio - Ferdinand Georg Waldmüller, pittore e scrittore austriaco († 1865)
- 19 gennaio - Karl Wilhelm Göttling, filologo classico tedesco († 1869)
- 20 gennaio - Carl von Heyden, politico e entomologo tedesco († 1866)
- 22 gennaio - Giovanni Pietro Losana, teologo e vescovo cattolico italiano († 1873)
- 22 gennaio - Giuseppe Rubini, italianista italiano († 1864)
- 23 gennaio - William Havelock, militare britannico († 1848)
- 25 gennaio - Pietro Sterbini, politico e giornalista italiano († 1863)
- 26 gennaio - Giovanni Antonio Pagliacciù della Planargia, militare e politico italiano († 1860)
- 26 gennaio - Georg Merz, ottico tedesco († 1867)
- 27 gennaio - Costanza Alfieri di Sostegno, nobile e scrittrice italiana († 1862)
- 28 gennaio - Michail Dmitrievič Gorčakov, generale russo († 1861)
- 29 gennaio - Ignaz Friedrich Tausch, botanico boemo († 1848)

## Febbraio(22)
- 1º febbraio - Guilherme Henriques de Carvalho, cardinale e patriarca cattolico portoghese († 1857)
- 3 febbraio - Serafino Sordi, gesuita, filosofo e scrittore italiano († 1865)
- 4 febbraio - Alfred Duvaucel, naturalista francese († 1824)
- 5 febbraio - Andrea Tonelli, patriota italiano († 1859)
- 6 febbraio - Pietro Rovelli, violinista e compositore italiano († 1838)
- 7 febbraio - Charles de Menthon d'Aviernoz, generale e politico italiano († 1858)
- 8 febbraio - Jean-Baptiste Louis Gros, diplomatico, nobile e fotografo francese († 1870)
- 10 febbraio - Jean Claude Eugène Péclet, fisico francese († 1857)
- 13 febbraio - Heinrich August Erhard, storico, archivista e medico tedesco († 1851)
- 13 febbraio - Nicolás Osorio, nobile spagnolo († 1866)
- 13 febbraio - Philipp Veit, pittore e scrittore tedesco († 1877)
- 17 febbraio - Adriano d'Onier, militare italiano
- 19 febbraio - Sidney Rigdon, presbitero statunitense († 1876)
- 19 febbraio - August von Stockhausen, generale e politico prussiano († 1861)
- 22 febbraio - Friedrich Harkort, imprenditore e politico tedesco († 1880)
- 22 febbraio - Pietro Mileti, rivoluzionario e patriota italiano († 1848)
- 24 febbraio - Mathias Arminjon, politico italiano († 1859)
- 24 febbraio - Livio Mariani, politico, storico e giurista italiano († 1855)
- 26 febbraio - Carl von Lutterotti, funzionario austriaco († 1872)
- 26 febbraio - Maurizio Rorà di Lucerna, politico italiano († 1854)
- 27 febbraio - Baldomero Espartero, generale e politico spagnolo († 1879)
- 27 febbraio - Gerlando Marsiglia, pittore italiano († 1850)

## Marzo(11)
- 2 marzo - Sam Houston, generale e politico statunitense († 1863)
- 3 marzo - William Charles Macready, attore teatrale e impresario teatrale inglese († 1873)
- 3 marzo - Charles Sealsfield, scrittore e giornalista austriaco († 1864)
- 4 marzo - Karl Lachmann, filologo classico tedesco († 1851)
- 6 marzo - Bernhard Klein, compositore tedesco († 1832)
- 7 marzo - Matthieu Bonafous, agronomo e botanico francese († 1852)
- 12 marzo - Bartolomeo Valiani, pittore italiano († 1851)
- 17 marzo - Giuseppe Greggiati, religioso italiano († 1866)
- 28 marzo - Henry Schoolcraft, geografo, geologo e etnologo statunitense († 1864)
- 30 marzo - Juan Manuel de Rosas, militare argentino († 1877)
- 31 marzo - Friedrich Traugott Friedemann, archivista, filologo e educatore tedesco († 1853)

## Aprile(15)
- 1º aprile - Edouard Corbière, scrittore, giornalista e marinaio francese († 1875)
- 2 aprile - Thomas Addison, medico e scienziato britannico († 1860)
- 5 aprile - Casimir Delavigne, scrittore francese († 1843)
- 5 aprile - Félix de Muelenaere, politico belga († 1862)
- 8 aprile - Karl Ludwig Hencke, astronomo tedesco († 1866)
- 9 aprile - Louis-Victor Baillot, militare francese († 1898)
- 13 aprile - Rinaldo Rinaldi, scultore italiano († 1873)
- 15 aprile - Friedrich Georg Wilhelm von Struve, astronomo tedesco († 1864)
- 19 aprile - Ferdinando I d'Austria, sovrano († 1875)
- 22 aprile - Ludvig Bødtcher, scrittore danese († 1874)
- 24 aprile - Bartolomeo Biasoletto, chimico, botanico e naturalista italiano († 1859)
- 26 aprile - Nicolas Changarnier, militare francese († 1877)
- 26 aprile - Bernhard Thiersch, docente prussiano († 1855)
- 29 aprile - Maria Teresa di Braganza, nobile portoghese († 1874)
- 30 aprile - Caterina Lipparini, cantante lirica italiana († 1851)

## Maggio(12)
- 1º maggio - Ernst Friedrich Glocker, mineralogista, geologo e paleontologo tedesco († 1858)
- 4 maggio - Luigi Vercillo, politico italiano († 1872)
- 13 maggio - Giuseppe Boldù, politico italiano († 1837)
- 15 maggio - Friedrich Wilhelm von Berg, generale e politico lituano († 1874)
- 16 maggio - Rosmunda Pisaroni, contralto italiano († 1872)
- 21 maggio - Paul de Kock, scrittore francese († 1871)
- 21 maggio - Levi Twiggs, militare statunitense († 1847)
- 21 maggio - Karl Eduard von Napiersky, storico della letteratura lettone († 1864)
- 24 maggio - Edward Hitchcock, geologo, paleontologo e botanico statunitense († 1864)
- 25 maggio - Thomas Paul Chipp, arpista e compositore inglese († 1870)
- 30 maggio - August Daniel von Binzer, poeta e giornalista tedesco († 1868)
- 31 maggio - Charles Vignoles, ingegnere britannico († 1875)

## Giugno(10)
- 2 giugno - Horatio Bolton, compositore di scacchi britannico († 1873)
- 3 giugno - Antoni Malczewski, scrittore polacco († 1826)
- 7 giugno - Domenico Crivelli, tenore italiano († 1856)
- 8 giugno - Martin Brimmer, imprenditore e politico statunitense